# Línia 4 del TRAM Metropolità d'Alacant
La línia 4 és una de les línies del TRAM Metropolità d'Alacant, que serveix la zona metropolitana d'Alacant. Va ser concebuda com un ramal de la línia 1 per a donar servei a als barris propers a les platges del nord de la ciutat.
Va des de la plaça dels Estels fins a la de la Corunya. El llistat complet de les seues estacions és el següent, partint des del centre de la ciutat: Estels, Mercat, Marq-Castell (Marq-Castillo), Sangueta, la Illeta (La Isleta), Albufereta, Lucentum, Miriam Blasco, Sergio Cardell, Trident, Av. Nacions, Cap de l'Horta (Cabo Huertas), Av. Benidorm, Londres, Pl. la Corunya (Pl. La Coruña), Institut (Instituto), Països Escandinaus (Países Escandinavos), Holanda.
Després d'Holanda, de tornada cap al centre, la línia fa un bucle i evita totes les parades fins a Av. Nacions. Per tant, aquesta última i les anteriors són parades tant en l'anada com en la tornada, mentre que Cap de l'Horta i les següents —Av. Benidorm, Londres, Pl. la Corunya, Institut, Països Escandinaus, Holanda— són parades només en l'anada.
Totes les parades són compartides amb la línia 5 excepte les dues inicials d'aquesta última: Porta del Mar i la Marina. A més, comparteix les estacions subterrànies d'Estels, Mercat i Marq-Castell amb les línies 1, 2 i 3; les parades de Sangueta, la Illeta i Lucentum, amb les línies 1 i 3, i la parada d'Albufereta, amb la línia 3.